# Лучано Ліґабуе
Лучіано Лігабуе (італ. Luciano Ligabue; нар. 13 березня 1960, Корреджо, Італія) — відомий італійський рок-співак, кінорежисер, письменник, поет.

## Біографія
Лучіано Лігабуе народився в Корреджо, провінція Реджо-Емілія (Емілія-Романья на півночі Італії). До того як стати успішним співаком, йому довелося попрацювати в безлічі професій на різних заводах та підприємствах сільського господарства. Вперше дебютував у музиці 1987 року, заснувавши власний аматорський гурт «Orazero». Для репертуару гурту Лучіано написав кілька оригінальних пісень, з якими брали участь у кількох місцевих та національних конкурсах. У наступному році композиторські і письменницькі таланти Лигабуе вперше були помічені відомим італійським співаком-поетом П'єранджело Бертолі, який включив одну з пісень Лучіано «Sogni di Rock'n'Roll» (укр. «Мрії рок-н-ролу»), у свій новий альбом, що вийшов у LP. Наступного року Бертолі познайомив Лігабуе з продюсером Анджело Каррара, щоб випустити у травні 1990 року ще один спільний альбом на LP. Лучіано незабаром набув слави одного з найуспішніших італійських рок-зірок, знайшовши фанатів в основному серед молодіжної аудиторії. Його найвідоміші хіти: «Balliamo sul mondo», «Ho perso le parole», «Certe Notti», були визнані як «найкращі італійські пісні 1990-х років» за опитуваннями проведеними багатьма популярними музичними журналами. Співак також працював з відомим кантауторе Франческо Гуччіні. 1998 року Лігабуе вперше виступає кінорежисером, знявши свій перший фільм «Radiofreccia». Критики визнають його талант як режисера, його фільм отримує нагороду «Давид ді Донателло» (вища нагорода в італійському кіно). До фільму співак також написав саундтрек. 10 вересня 2005 — Лігабуе проводить концерт у Реджо-Емілія, щоб відсвяткувати свої перші 15 років діяльності. Аудиторія склала близько 180.000 чоловік, встановивши рекорд Європи. Співак також опублікував збірку оповідань «Fuori e dentro il Borgo», яка отримала кілька літературних премій, науково-фантастичний роман «La neve se ne frega» (2005) і також збірку віршів «Lettere d'Amore Nel Frigo» (2006).

## Дискографія
Студійні альбоми
- 1990 — Ligabue
- 1991 — Lambrusco, coltelli, rose e popcorn
- 1993 — Sopravvisuti e sopravviventi
- 1995 — Buon compleanno Elvis
- 1999 — Miss Mondo
- 2002 — Fuori come va
- 2005 — Nome e cognome
- 2010 — Arrivederci, mostro!
- 2013 — Mondovisione

Концертні альбоми
- 1997 — Su e giu da un palco
- 2003 — Giro d'Italia
- 2009 — Sette notti in Arena
- 2011 — Campovolo 2.011
- 2015 — Giro del mondo

Збірники
- 2007 — Primo tempo
- 2008 — Secondo tempo